# Douglas F5D Skylancer
Le Douglas F5D-1 Skylancer est une version améliorée du F4D-1 Skyray. Il fut le dernier chasseur développé par Douglas avant la fusion avec McDonnell Aircraft Corporation.

## Origine
Douglas décida d’améliorer le F4D-1, notamment par l’augmentation de sa capacité de carburant, un fuselage plus élancé et plus long, des ailes plus fines et un moteur plus puissant. Cette nouvelle version aurait dû porter la désignation F4D-2, mais au vu des modifications majeures, elle fut rebaptisée F5D-1. Ed Heinemann conçut le F5D et gagna en 1954 le Collier Trophy pour le design du Skylancer. Lors de la remise du trophée il cita les noms de trois autres ingénieurs, John Barter, Nate Carhart et Jonnie Jorgenson

## Développement
Le F5D avait la même configuration que le F4D et leur envergure était identique. Par contre le F5D était plus long de trois mètres et semblait donc plus fin et son électronique et son radar étaient radicalement différents.
Une première commande de 58 appareils fut passée. Le premier vol eut lieu le 21 avril 1956. Pour ce premier vol, il fut motorisé par un réacteur Pratt & Whitney J57-P8, alors qu'il était prévu pour la production en série, ainsi que le second prototype un General Electric J79 à postcombustion. Seuls 4 avions furent construits et tous avec le J57-P8. Bien que les résultats furent concluants, l'US Navy abandonna le projet au profit du F-8 Crusader.
La raison invoquée était que la Marine avait déjà décidé d'acheter le Vought F8U Crusader et qu'elle n’avait pas besoin d'avoir un autre appareil avec les mêmes caractéristiques et performances. Mais la politique pourrait également avoir joué un rôle, puisque Douglas a déjà été fortement impliqué dans la production du A3D Skywarrior, du A-4 Skyhawk, du F4D Skyray, et du AD Skyraider et que la Marine ne voulait pas d’un monopole de Douglas.
Les 4 exemplaires furent donnés à la NASA qui s'en servit en particulier pour l'entraînement des astronautes. L'un de ces pilotes d'essais était Neil Armstrong. Un exemplaire de F5D Skylancer est exposé au Neil Armstrong Air and Space Museum à Wapakoneta en Ohio.